# Will Poulter
William Jack Poulter (Londra, 28 gennaio 1993) è un attore britannico.
I suoi ruoli più famosi sono Gally in Maze Runner - Il labirinto, Eustachio Scrubb ne Le cronache di Narnia, Kenny di Come ti spaccio la famiglia, Jim Bridger in Revenant - Redivivo e Adam Warlock nel Marvel Cinematic Universe. Nel 2014 ha vinto il premio BAFTA come miglior attore emergente.

## Biografia
Will Poulter è nato a Hammersmith, Londra, da Neil Poulter, un professore di cardiologia, e un'infermiera, Caroline Barrah, cresciuta in Kenya. Ha due sorelle e un fratello. Da piccolo sognava di diventare un calciatore, per poi appassionarsi di recitazione a partire dai 14 anni, quando scoprì che il corso di teatro alla Harrodian School lo aiutava a combattere la disprassia e la dislessia. Dopo il diploma si è iscritto alla Facoltà di Cinema presso l'Università di Bristol, dove studia dal 2012.
Nel 2007 la sua insegnante di teatro Laura Lawson lo incoraggiò a seguire il gruppo scuola pomeridiano, School of Comedy, per partecipare a uno sketch show dove giovani attori reinterpretavano, spesso in toni scurrili e caricaturali, gli assurdi comportamenti degli adulti. Lo spettacolo fu parzialmente scritto dagli stessi studenti ed ottenne ottime critiche all'Edinburgh International Festival. Nel 2008 Channel 4 ha trasmesso un episodio pilota dello show durante il programma Comedy Lab, che si occupa di lanciare nuovi progetti televisivi. Un anno dopo E4 lo trasformò in una serie televisiva, School of Comedy, nella quale Will Poulter interpreta sei personaggi diversi.
All'età di 15 anni fu incoraggiato dalla sua insegnante a presentarsi alle audizioni di Son of Rambow, nel quale recita la parte di un giovane criminale, Lee Carter. Per la sua interpretazione ottenne una nomination come Attore Più Promettente ai British Independent Film Awards, a una nomination allo Young Artist Award come Migliore Attore. Successivamente Poulter si unisce al cast del film hollywoodiano Le cronache di Narnia - Il viaggio del veliero, nel ruolo di Eustachio Scrubb. Per le riprese si trasferì sei mesi in Australia. Il film uscì nelle sale di tutto il mondo nel 2011 e gli fece guadagnare quattro nominations in festival inglesi e americani.
Fra il 2011 e il 2014 Poulter ottiene ruoli principali in Wild Bill, per il quale fu candidato Rivelazione dell'Anno ai London Critics Circle Film Awards, Come ti spaccio la famiglia al fianco di Jennifer Aniston, Plastic, Maze Runner - Il labirinto, adattamento cinematografico della saga letteraria The Maze Runner, e Kids in Love, commedia londinese caratterizzata da un cast di giovani attori fra i quali Alma Jodorowsky, Sebastian de Souza e Cara Delevingne. Yellow Birds al fianco di Benedict Cumberbatch, basato sul romanzo di Kevin Powers che racconta l'amicizia fra tre giovani soldati. Poulter è amico di Sebastian de Souza, con il quale ha fondato una compagnia di produzione cinematografica chiamata Good Soil. Dal 2012 è uno dei volti che sponsorizzano la Anti-bulling Pro, un'organizzazione britannica di sensibilizzazione contro il bullismo, che lo stesso Will Poulter ha confessato di avere subito in età scolastica.

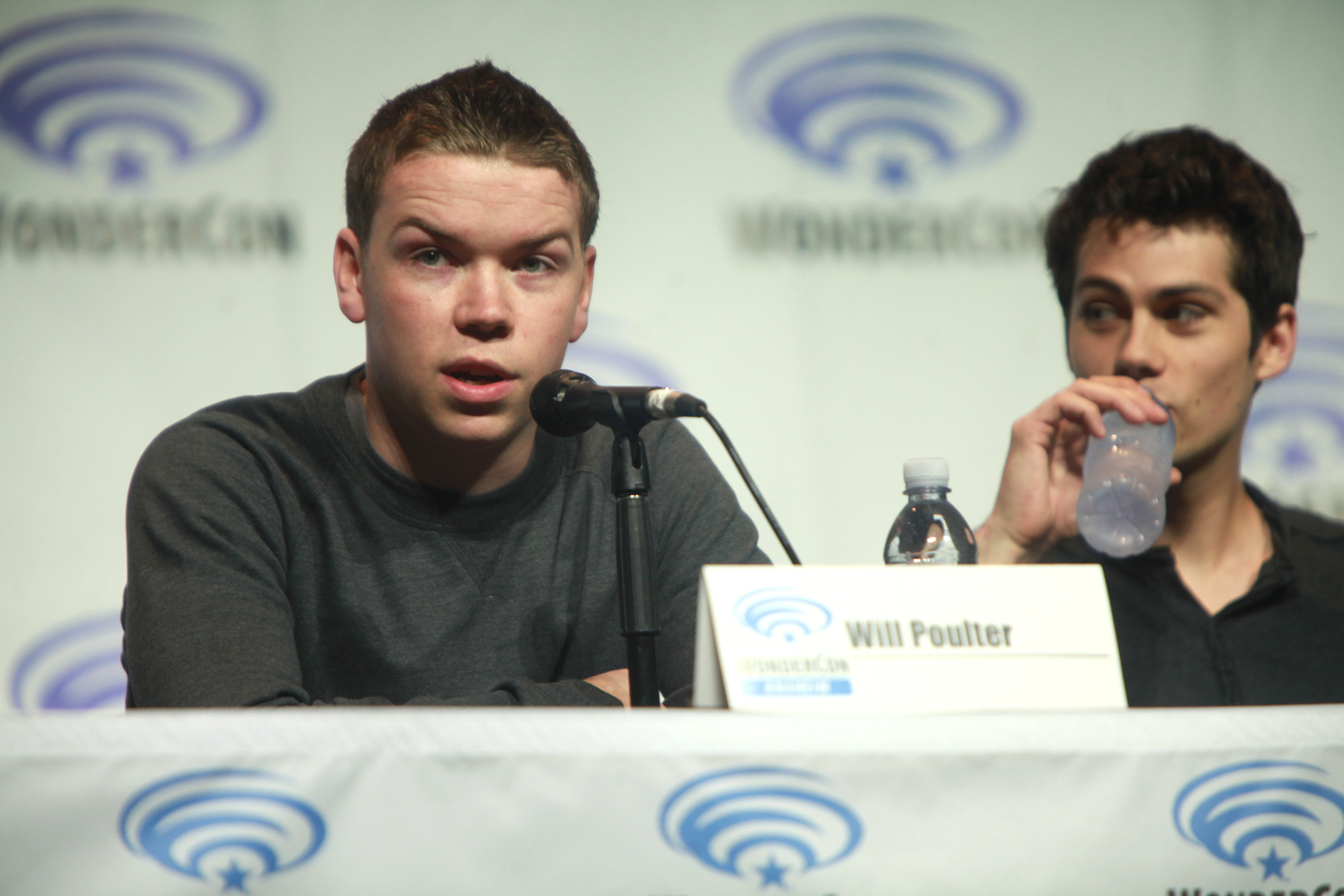
Will Poulter e Dylan O'Brien al San Diego Comic-Con International per la prima di Maze Runner - Il labirinto (2014)

Nel 2013 la rivista Screen International lo ha nominato fra le giovani promesse del cinema britannico (UK stars of tomorrow). In America è stato fotografato per il numero di luglio 2014 di Vanity Fair in uno speciale che celebra ventitré nuove stelle di Hollywood. Sempre nel 2013 è apparso nel video musicale Skip To The Good Bit, singolo della hip hop band inglese Rizzle Kicks. Ha inoltre prodotto un cortometraggio diretto da Preston Thompson, A Plea for Grimsby, nel quale compare al fianco di Kaya Scodelario e Vicky McClure.
Nel 2014 Poulter ha vinto tramite voto online il premio "Rising Star" ai British Academy Film Awards battendo Lupita Nyong'o e Léa Seydoux. Grazie al ruolo di Kenny in Come ti spaccio la famiglia ha ricevuto ulteriori riconoscimenti agli MTV Movie Awards statunitensi. Nel 2015 Poulter recita nel cast principale di The Revenant, pellicola di Iñárritu basata sull'omonimo romanzo di Michael Punke, la cui storia è ambientata nel XIX secolo e vede come protagonista il premio Oscar Leonardo DiCaprio.. Nel 2018 ha ripreso il ruolo di Gally nel film Maze Runner - La rivelazione. Ha inoltre preso parte al film L'ospite, uscito nelle sale cinematografiche nell'estate 2018. Il 12 ottobre 2021, attraverso un tweet dello stesso James Gunn, è entrato nel cast del film Guardiani della Galassia Vol. 3 nel ruolo di Adam Warlock (uscito nelle sale il 5 marzo 2023).

## Filmografia

### Cinema
- Son of Rambow - Il figlio di Rambo (Son of Rambow), regia di Garth Jennings (2008)
- Le cronache di Narnia - Il viaggio del veliero (The Chronicles of Narnia: The Voyage of the Dawn Treader), regia di Michael Apted (2010)
- Wild Bill, regia di Dexter Fletcher (2011)
- Come ti spaccio la famiglia (We're the Millers), regia di Rawson Marshall Thurber (2013)
- Glassland, regia di Gerard Barrett (2014)
- Plastic, regia di Julian Gilbey (2014)
- Maze Runner - Il labirinto (The Maze Runner), regia di Wes Ball (2014)
- Revenant - Redivivo (The Revenant), regia di Alejandro González Iñárritu (2015)
- Kids in Love, regia di Chris Foggin (2016)
- War Machine, regia di David Michôd (2017)
- Detroit, regia di Kathryn Bigelow (2017)
- Maze Runner - La rivelazione (Maze Runner: The Death Cure), regia di Wes Ball (2018)
- L'ospite (The Little Stranger), regia di Lenny Abrahamson (2018)
- Midsommar - Il villaggio dei dannati (Midsommar), regia di Ari Aster (2019)
- Guardiani della Galassia Vol. 3 (Guardians of the Galaxy Vol.3), regia di James Gunn (2023)
- On Swift Horses, regia di Daniel Minahan (2024)
- Death of a Unicorn, regia di Alex Scharfman (2025)
- Warfare - Tempo di guerra (Warfare), regia di Alex Garland e Ray Mendoza (2025)

### Televisione
- Comedy Lab – serie TV, episodio 10x01 (2008)
- School of Comedy – serie TV, 8 episodi (2009–2010)
- The Fades – serie TV, episodio 1x01 (2011)
- Code Black – serie TV, episodio 1x14 (2016)
- Black Mirror: Bandersnatch, regia di David Slade – film TV (2018)
- La ferrovia sotterranea (The Underground Railroad), regia di Barry Jenkins – miniserie TV, puntata 2 (2021)
- Dopesick - Dichiarazione di dipendenza (Dopesick), regia di Barry Levinson, Michael Cuesta, Patricia Riggen e Danny Strong – miniserie TV (2021)
- Agatha Christie - Perché non l'hanno chiesto a Evans? (Why Didn't They Ask Evans?), regia di Hugh Laurie – miniserie TV (2022)
- The Bear – serie TV, episodi 2x04-2x10-3x01-3x10 (2023-2024)
- Black Mirror – serie TV, episodio 7x04 (2025)

### Videogiochi
- The Dark Pictures: Little Hope (2020)

## Riconoscimenti
- British Academy of Film and Television Arts
  - 2014 – Miglior attore emergente Come ti spaccio la famiglia
- MTV Movie Awards
  - 2014 – Migliore performance rivelazione maschile per Come ti spaccio la famiglia
  - 2014 – Miglior bacio per Come ti spaccio la famiglia
  - 2015 – Miglior combattimento con Dylan O'Brien per Maze Runner - Il labirinto[19][20]

## Doppiatori italiani
Nelle versioni in italiano delle opere in cui ha recitato, Will Poulter è stato doppiato da:
- Manuel Meli in Le cronache di Narnia - Il viaggio del veliero, Come ti spaccio la famiglia, War Machine, La ferrovia sotterranea, Dopesick - Dichiarazione di dipendenza, Agatha Christie - Perché non l'hanno chiesto a Evans?, Guardiani della Galassia Vol. 3, Death of a Unicorn
- Stefano Crescentini in Maze Runner - Il labirinto, Detroit, Maze Runner - La rivelazione
- Gabriele Vender in L'ospite, The Bear
- Daniele Giuliani in Revenant - Redivivo
- Andrea Carpiceci in Kids in Love
- Alessandro Campaiola in Black Mirror: Bandersnatch
- Davide Perino in Midsommar - Il villaggio dei dannati

Da doppiatore è sostituito da:
- Renato Novara in The Dark Pictures: Little Hope (Andrew, Anthony da anziano fuori dal bus e Abraham)[21]
- Pino Pirovano in The Dark Pictures: Little Hope (Anthony da anziano sul bus)[21]